# География (Страбон)
«Геогра́фия» (др.-греч. Γεογραφικά) Страбона в 17 книгах — сочинение, дающее понятие об античной географической науке периода эллинизма, знакомящее с предшествующей историей науки, и с различными её направлениями. По тексту «Географии» реконструируются многие литературные памятники Античности, утраченные впоследствии.

## Название работы, терминология, метод
По Г. А. Стратановскому, «География» принадлежит к жанру «памятных записок» (hypomnēmata), являясь научно-практическим сочинением. Трактат Страбона отражает римское практическое мировоззрение, не терпящее научных теорий, от которых нет немедленной пользы. По стилю Страбон напоминает Диодора Сицилийского или Дионисия Галикарнасского — он сух и безыскусен.
Критический метод Страбона легко реконструируется: критика его направлена на изыскание противоречий в источниках, которые потом исследуются методами школьной логики. Страбон может страницами цитировать тех или иных авторов, а затем объявить их негодными. Метод его сугубо описательный, Страбон ограничивается констатацией фактов и явлений. Источников своих он никогда не скрывает, но зачастую изменяет порядок чужих мыслей или комбинирует отдельные места. О естественной производительности описываемых земель Страбон не говорит с той обстоятельностью, которую считали необходимой Аристотель и Феофраст. Вообще описание земель у Страбона далеко не равномерно; внимание его нередко останавливается на предметах маловажных или анекдотических, но для тогдашнего читателя занимательных. В нападках на предшественников он нередко переступает меру спокойной и основательной критики, бывает придирчив и мелочен в полемике, например с Гиппархом или Посидонием.
Страбон использовал несколько названий для своей работы, а именно:
- geōgraphia — «география»;
- chōrographia — «землеописание»[3], отсюда современный термин орография;
- periēgēsis — «описание»[4];
- periodos gēs — «описание Земли»[5];
- periodeia tēs chōrās — «расположение местностей»[6].

Единого метода изучения и описания Земли Страбон не приводит, но разнообразные суждения по этому вопросу разбросаны по всему тексту «Географии», например:

Море более всего определяет очертания суши и придает им форму, образуя заливы, открытые моря, проливы, а также перешейки, полуострова и мысы. В этом отношении морю помогают реки и горы. Отсюда мы получаем ясное представление о материках, народностях, о благоприятном расположении городов и о всем разнообразии подробностей, которыми полна наша географическая карта.

В современной терминологии, Страбон под «географией» понимал физическую географию, а под «орографией» — политическую географию и отчасти этнографию.
Страбон не может быть назван самостоятельным исследователем, но также не может быть назван и компилятором. Его задачей было дать географическое описание всей античной Ойкумены, исправив при этом карту мира сведениями, накопившимися со времён Эратосфена. Это — первая попытка сопоставить все географические сведения своего времени и дать их систематический обзор, именно поэтому основной блок литературы периода эллинизма нам известен только из цитат, приводимых Страбоном.

### Мир в представлении Страбона

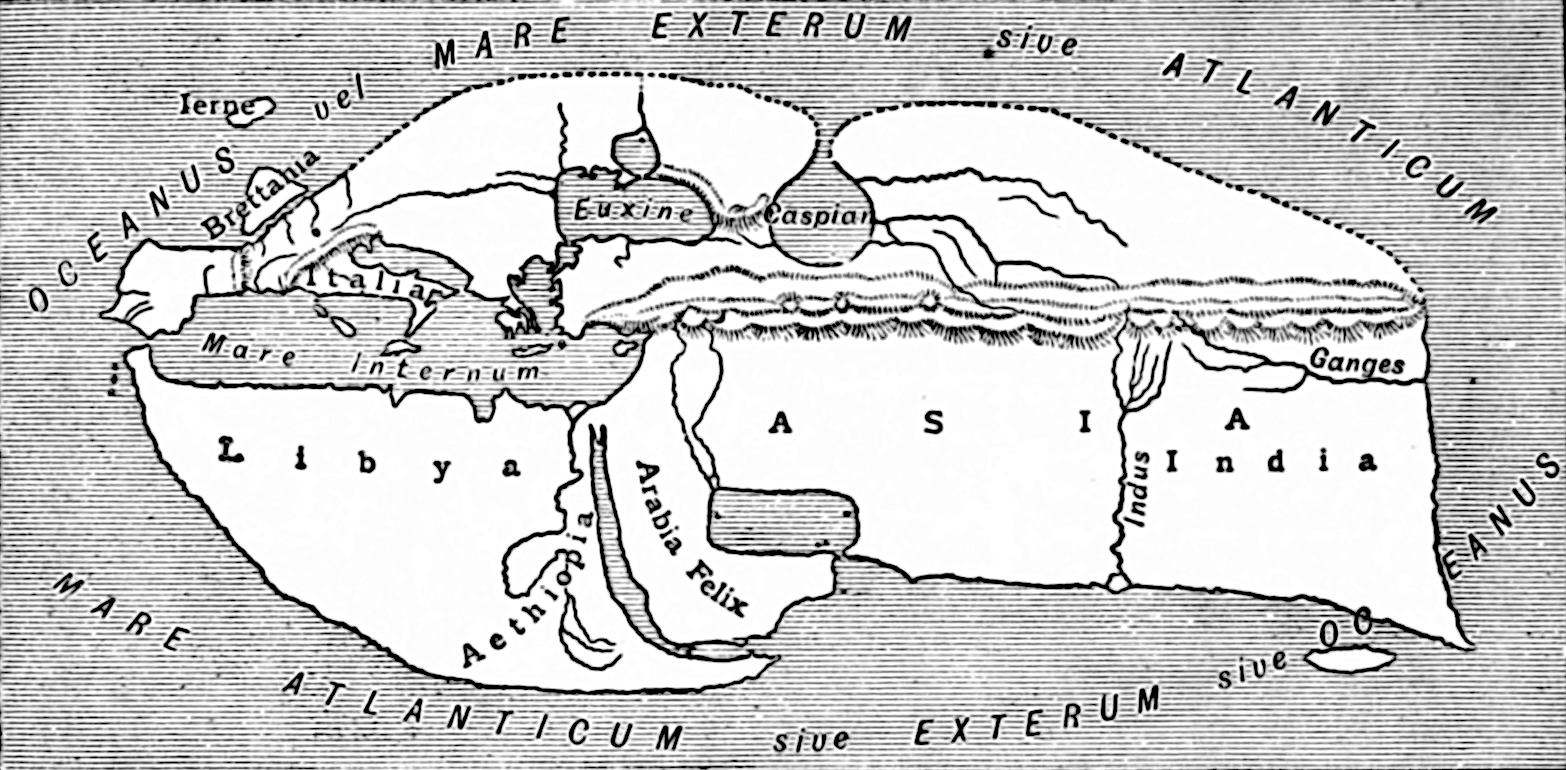
Реконструкция карты мира по Страбону. Иллюстрация 1903 года

В построении географической карты, в которой не только размещается бытовой и исторический материал, но которая обнимает весь земной шар, Страбон остаётся верным последователем Эратосфена и противником Полибия. Доказательства шарообразности Земли, приводимые им, используются и по сей день в пособиях для начальной школы. Земля представляется разделенной экватором и меридианом на 4 сегмента, из которых два лежат к северу от экватора и два к югу; только в одном из северных сегментов содержится та часть земли, которую знают греки и римляне; часть этого сегмента и три остальные были неизвестны; за пределами известных земель находятся не только моря, но и пространства суши, притом населённые людьми.
Обитаемая земля имеет вид огромного острова, омываемого наружным океаном, и делится на пять или шесть поясов, из которых жаркий пояс Страбон ошибочно считал необитаемым вопреки уверению Эратосфена, Полибия и географов родосской школы. Длину обитаемой земли в направлении с запада на восток, от крайней оконечности Иберии до восточной окраины Индии, Страбон определяет в 70 000 стадий (13 тыс. км), а ширину — в 30 000 (5,5 тыс. км), считая от параллели южной оконечности обитаемой земли (Ajan), что над Мероэ, до параллели Иерны (Ирландии): в обитаемость более северного пункта, Фулы, Страбон не верил.

## История создания
Огромный объём «Географии» (840 страниц в издании Казобона 1587 года, 765 страниц самой книги в русском переводе 1964 года) заставляет предположить, что на создание своего основного труда Страбон потратил большую часть жизни. Он, несомненно, много путешествовал и бывал в крупнейших интеллектуальных центрах Средиземноморья — Риме и Александрии, с их богатыми книгохранилищами и общинами чужеземцев. Редактор английского перевода Страбона Стеррет полагал, что он прибыл в Рим около 44 года до н. э. в возрасте приблизительно 19—20 лет и обучался там у Тиранниона из Амасии — своего земляка, наставника детей Цицерона. Тиранион был известен и как выдающийся географ, и, вероятно, заинтересовал этим предметом Страбона.
Те же комментаторы полагают, что сбор материала для «Географии» закончился приблизительно к 25—23 годам до н. э., ко времени, когда Страбон обосновался в Александрии. Многочисленные труды предшественников, с которыми он дискутирует, были, несомненно, доступны ему в Александрийской библиотеке. Г. А. Стратановский утверждает, что Страбон закончил «Географию» около 7 года до н. э., а в свет она вышла уже после его смерти, без авторской правки.

### Рукописное предание и первые издания
Ближайшие преемники Страбона Плиний Старший и Птолемей не упоминали его «Географии». Иосиф Флавий, Плутарх и Афиней уже пользовались Страбоном. Для Стефана Византийского (VI век) он уже главный авторитет в вопросах географии, так же как и для Евстафия Солунского (XII век). На Западе в Средние века Страбон не был известен. Одну рукопись «Географии» в 1423 году привёз в Венецию Джиованни Ауриспа (её купил знаменитый Кириак Анконский). Учёный-византиец Георгий Гемистий Плифон в 1438 году привёз другие рукописи Страбона и обратил на них внимание гуманистов.
Наилучшая рукопись «Географии» — Codex Parisinus 1397 (А)2 — содержит только книги I—IX (книгу VII — в отрывках) с большими пропусками. Другие рукописи содержат, напротив, только конец — книги X—XVII. Полностью все 17 книг сохранились только в Codex Parisinus 1393, с большими пропусками (в особенности книга VII). В 1875—1895 годах Г. Коцца-Луца открыл и издал фрагменты «Географии» на палимпсесте (около 500 года н. э.). Из палимпсеста видно, что текст ещё в V веке был в хорошем состоянии и сохранил особенности августовской орфографии. Архетип, написанный минускулами (около I—II веков н. э.), имел некоторые недостатки: пропуски, пятна, оборванные поля. В 1956 году палимпсест был транскрибирован и вновь издан В. Али.
«География» появилась в печати в 1472 году сначала в латинском переводе, сделанном по плохой рукописи. В 1480 году по побуждению папы Николая V (основателя Ватиканской библиотеки) вышел новый латинский перевод Гуарино. Первое издание греческого текста появилось в 1516 году у Альда Мануция (на основании плохой рукописи). В 1587 году в Париже вышло критическое издание «Географии», подготовленное и комментированное знаменитым филологом Казобоном с переводом Ксиландра (по страницам этого издания обычно цитируют Страбона). В 1815 году (по инициативе Наполеона I) в Париже появилось критическое издание Корэ (в 4 томах); затем Г. Крамера (Берлин, 1844—1852, в 3 томах), А. Мейнеке (1866, в Bibliotheca Teubneriana), К. Мюллера — Ф. Дюбнера (Париж, 1853—1858, в 2 частях).

### Русские переводы
Первый полный перевод «Географии» осуществил Ф. Г. Мищенко: География Страбона. М., 1879.
В 1947 году на страницах журнала «Вестник древней истории» (1947, № 4) была опубликована подборка переводов текстов Страбона, описывающих земли, находящихся в то время в составе СССР: В. В. Латышев. Известия древних писателей о Скифии и Кавказе. ВДИ, 1947, № 4, стр. 177—192; С. В. Мирошников, там же, № 4, стр. 192—207; В. В. Латышев, там же, стр. 207; П. И. Прозоров, там же, стр. 208—226; В. В. Латышев, там же, стр. 226—241; П. И. Прозоров, там же, стр. 241—247 (отрывки).
Полный современный перевод был издан Г. А. Стратановским под редакцией О. О. Крюгера в серии «Классики науки» в 1964 году, а в 1994-м был переиздан репринтным способом в серии «Памятники исторической мысли».
В 2007 году Г. А. Таронян для своей антологии «Древний Восток в античной и раннехристианской традиции (Индия, Китай, Юго-Восточная Азия)» заново сделал ряд переводов из «Географии». Они включают фрагменты книг I, II, XV (всё описание Индии).

## Композиция
Композиция «Географии» в первую очередь диктуется самим материалом (кроме первых двух книг), изложение совершенно бесплановое, которое часто прерывается длинными вставками, не связанными с основной темой.
Сам Страбон определял содержательные и композиционные стороны своего сочинения так:

22. Говоря кратко, эта книга должна быть полезной вообще — одинаково полезной и для государственного деятеля, и для широкой публики, — так же как и мой труд по истории. В настоящем труде, как и в том, под именем государственного деятеля мы имеем в виду не совершенно необразованного человека, но прошедшего известный цикл наук, обычный для людей свободнорожденных или занимающихся философией. Ведь человек, который не интересуется вопросами добродетели, практической мудрости и тем, что было написано на эту тему, не мог бы правильно высказывать порицания или похвалы или решать, какие исторические факты достойны упоминания в этом труде.

23. Итак, после того как я издал мои «Исторические записки», которые, как я думаю, принесли пользу для моральной и политической философии, я решил написать и настоящее сочинение. Ведь этот труд имеет одинаковый план с прежним и предназначен для того же круга читателей, преимущественно для людей, занимающих высокое положение. Далее, как в моих «Исторических записках» упомянуты только события из жизни выдающихся людей, а мелкие и бесславные деяния опущены, так и в настоящем сочинении я не должен касаться маловажных и незаметных явлений, а заняться предметами славными и великими, содержащими практически полезное, достопамятное или приятное. Подобно тому как в суждении о достоинстве колоссальных статуй мы тщательно не исследуем каждую отдельную часть, а скорее оцениваем общее впечатление и стараемся увидеть, хороша ли статуя в целом, так же следует судить и мою книгу, ибо она является некоторым образом трудом о колоссальном, который затрагивает явления огромной важности и весь мир, за исключением тех случаев, когда незначительные предметы могут вызывать интерес в человеке любознательном или в практическом деятеле. Все это сказано для того, чтобы показать, насколько настоящий труд важен и достоин философа.

## Содержание
| Структурная часть | Разбивка на страницы в издании Казобона | Содержание |
| ----------------- | --------------------------------------- | --- |
| Книга I           | C. 1—67                                 | Описание науки географии и концепция труда Страбона. География как предмет деятельности философа. Шарообразность Земли, вопрос о климатах, Мировом океане, теории Анаксимандра и Гекатея, вопрос об антиподах и прочее. Взгляды римлян и парфян на географию. Критика взглядов Гомера и Эратосфена. Физическая география: приливы и отливы, вулканы, землетрясение, теория образования морей, переселение народов, вопрос о гиперборейцах. Политическая география: влияние широты и долготы на нравы и обычаи народов, населяющих эти места, описание трёх континентов — Европы, Азии и Ливии |
| Книга II          | C. 67—136                               | Описание математических методов в изучении географии. Собственные воззрения Страбона на устройство Ойкумены |
| Книга III         | C. 137—176                              | Описание Иберийского полуострова |
| Книга IV          | C. 177—209                              | Описание Галлии, Британии, Альпийских областей |
| Книга V           | C. 210—251                              | Описание Северной Италии (до Кампании) |
| Книга VI          | C. 252—289                              | Описание Южной Италии и Сицилии |
| Книга VII         | C. 289—331                              | Описание Германии (Страбон называет её по-гречески Кельтикой), Истра, Таврики, Северного Причерноморья (Скифии). Наиболее пострадавшая от времени книга, частью сохранилась фрагментарно, в изложениях средневековых схолиастов: Евстафия, Стефана Византийского, Афинея и других. В издании Казобона они не приводятся |
| Книга VIII        | C. 332—389                              | Описание Пелопоннеса |
| Книга IX          | C. 390—444                              | Описание Аттики, Мегариды, Фокиды, Локриды, Фессалии |
| Книга Х           | C. 444—489                              | Описание Эвбеи, Этолии, Акарнании, Крита |
| Книга XI          | C. 490—533                              | Описание Кавказа, Гиркании, Парфии, Бактрии, Мидии, Армении |
| Книга XII         | C. 533—580                              | Описание Каппадокии, Понта, Вифинии, Галатии, Мисии, Фригии |
| Книга XIII        | C. 581—631                              | Описание Троады, Лесбоса, Пергама |
| Книга XIV         | C. 632—685                              | Описание Ионии, Карии, Памфилии, Киликии |
| Книга XV          | C. 685—736                              | Описание Индии, Арианы, Персии |
| Книга XVI         | C. 736—785                              | Описание Ассирии, Вавилона, Месопотамии, Сирии, Финикии, Иудеи, Аравии |
| Книга XVII        | C. 785—840                              | Описание Египта, Эфиопии, Ливии. Финал книги — описание административного деления Римской державы |

## Издания и переводы

### На древнегреческом языке
- Kramer, Gustav, ed., Strabonis Geographica, 3 vols, containing Books 1-17. Berlin: Friedericus Nicolaus, 1844-52.

### На русском языке
- Страбон География Страбона в семнадцати книгах: Пер. с греч. с предисл. и указ. Ф.Г. Мищенка — М.: Солдатёнков Козьма Терентьевич, 1879. — 856 с.[15]
- Страбон. География / Пер., ст. и комм. Г. А. Стратановского; Под общ. ред. С. Л. Утченко. — М.: Наука, 1964. — 944 с. — (Классики науки). — 2500 экз. (в пер.)
- Страбон. География / Пер. с др.-греч. Г. А. Стратановского под ред. О. О. Крюгера, общ. ред. С. Л. Утченко. — 2-е изд., репр. — М.: Ладомир, 1994. — 944 с. — (Памятники исторической мысли). — 5000 экз. — ISBN 5-86218-054-0. (в пер.)
- Тексты об Индии // Древний Восток в античной и раннехристианской традиции (Индия, Китай, Юго-Восточная Азия) / Пер. и примеч. Г. А. Тароняна. — М.: Ладомир, 2007. С. 68—95.

### Билингва(древнегреческий-английский)
- Страбон; Horace Leonard Jones (редактор и переводчик), Джон Стеррет[англ.] (перевод, вступление). The Loeb Classical Library: The Geography of Strabo: in Eight Volumes (англ.). — Cambridge, Massachusetts; London, England: Harvard University Press; William Heinemann LTD, 1917—1932. — ISBN 0-674-99055-2. Полное издание книг 1—17, двуязычный текст на развороте: греческий на левой странице, английский перевод — на правой. Стеррет перевёл книги 1 и 2, и написал предисловие к книге. Данное издание соответствует научным достижениям до 1917 года.
  - Vol. I;
  - Vol. V;
  - Vol. VI;
  - Vol. VII;
  - Vol. VIII.

### На английском языке
- Английский перевод Гамильтона и Фальконера в 3 томах (1854): Vol. I; Vol. II; Vol. III.

### На французском языке
- Tardieu, Amédée (Translator, Critical Apparatus, Avertissement du Traduction). Géographie de Strabon: Traduction Nouvelle: Deuxième Édition: Tome Premier (фр.). — Paris: Librairie Hachette, 1886. Books I—VI only. Downloadable Google Books Архивная копия от 12 мая 2016 на Wayback Machine.
- Tardieu, Amédée (Translator, Critical Apparatus). Géographie de Strabon: Traduction Nouvelle: Tome Deuxième (фр.). — Paris: Librairie Hachette, 1873. Books VII—XII only. Downloadable Google Books Архивная копия от 27 мая 2016 на Wayback Machine.
- Издается в серии «Collection Budé» (греческий текст с французским переводом и комментарием): (вышло 9 томов Архивная копия от 4 марта 2016 на Wayback Machine, кн. I—XII)